# Mécanique de Nambu
Pour les articles homonymes, voir Nambu.
En mathématiques, la mécanique de Nambu est une généralisation de la mécanique hamiltonienne impliquant plusieurs quantités conservées, appelées Hamiltoniens. Par construction, la mécanique hamiltonienne est fondée sur des flots générés par un seul hamiltonien lisse sur une variété symplectique. Ces flots sont des symplectomorphismes et obéissent au théorème de Liouville, qui ensuite ont été généralisés aux flots générés par un seul hamiltonien sur une variété de Poisson. En 1973, Yoichiro Nambu a suggéré une généralisation impliquant d'autres variétés, appelées variétés de Nambu – Poisson dont la structure topologique nécessite plus d'un hamiltonien.

## Crochet de Nambu
Soit une variété différentielle M, pour un entier N ≥ 2 ; il existe une application N-linéaire lisse de N copies de C∞ (M) sur lui-même, telle qu'elle est complètement antisymétrique. On l'appelle crochet de Nambu et il s'écrit :
{\displaystyle \{h_{1},\ldots ,h_{N-1},\cdot \}:C^{\infty }(M)\times \cdots C^{\infty }(M)\rightarrow C^{\infty }(M),}
de sorte qu'en agissant comme une dérivation
{\displaystyle \{h_{1},\ldots ,h_{N-1},fg\}=\{h_{1},\ldots ,h_{N-1},f\}g+f\{h_{1},\ldots ,h_{N-1},g\},}
il fournit les Identités de Filippov (FI) (évocatrices des identités de Jacobi, mais contrairement à elles, elles sont non antisymétriques dans tous les arguments, pour N ≥ 2 ) qui s'écrivent :
{\displaystyle \{f_{1},\cdots ,~f_{N-1},~\{g_{1},\cdots ,~g_{N}\}\}=\{\{f_{1},\cdots ,~f_{N-1},~g_{1}\},~g_{2},\cdots ,~g_{N}\}+\{g_{1},\{f_{1},\cdots ,f_{N-1},~g_{2}\},\cdots ,g_{N}\}+\dots } {\displaystyle +\{g_{1},\cdots ,g_{N-1},\{f_{1},\cdots ,f_{N-1},~g_{N}\}\},}
de sorte que {f1, ..., fN−1, •} agit comme une dérivation généralisée sur le produit à N composantes {. ,..., .}.

## Hamiltoniens et flot
Il y a N − 1 Hamiltoniens, H1, ..., HN−1 H1, ..., HN−1, générant un écoulement incompressible ,
Échec de l’analyse (SVG (MathML peut être activé via une extension du navigateur) : réponse non valide(« Math extension cannot connect to Restbase. ») du serveur « http://localhost:6011/fr.wikipedia.org/v1/ » :): {\displaystyle \frac{d}{dt}f = \{f, H_1, \ldots, H_{N-1}\},}

La vitesse généralisée dans l'espace des phases présente une divergence nulle, ce qui permet d'établir le théorème de Liouville. Le cas N = 2 réduit la structure à une variété de Poisson et conduit à la mécanique hamiltonienne conventionnelle.
Pour N entier et plus grand strictement que 2, les N−1 hamiltoniens s'identifient au nombre maximal d'invariants indépendants du mouvement (cf. Quantités conservées ) caractérisant un système superintégrable qui évolue dans un espace des phases à N dimensions. Il n'est cependant pas indispensable d'avoir recours à la mécanique de Nambu et de tels systèmes peuvent également être décrits par la dynamique hamiltonienne conventionnelle; mais leur description dans le cadre de la mécanique de Nambu est sensiblement plus élégante et intuitive, car tous les invariants jouissent du même statut géométrique que l'hamiltonien. Ainsi la trajectoire dans l'espace des phases est l'intersection des N − 1 hypersurfaces spécifiées par ces invariants. De plus le flot est perpendiculaire à tous les N − 1 gradients de ces hamiltoniens, et donc parallèle au produit vectoriel généralisé spécifié par son crochet de Nambu.
La dynamique des fluides peut être vue comme une mécanique de Nambu, où les crochets de Nambu résultants sont non canoniques et les hamiltoniens sont identifiés avec le Casimir du système, comme l'enstrophie ou l'hélicité,.
Par analogie, la précession magnétique peut aussi être vue comme une mécanique de Nambu où les quantités conservées sont respectivement l'énergie et la norme de l'aimantation.
La quantification de la mécanique de Nambu conduit à des structures intrigantes qui coïncident avec celles de quantification conventionnelles lorsque des systèmes superintégrables sont impliqués.